# 堺大輔
堺 大輔（さかい だいすけ、1978年3月13日 - ）は、日本の実業家である。チームラボ株式会社取締役。ブランドデータバンク株式会社取締役。
北海道出身。血液型A型。父は日本サステイナビリティ研究所代表で、北海道大学工学部助教授や香川大学工学部教授を務めた工学博士の堺孝司。

## 来歴
北嶺中学校・高等学校卒業（5期生、生徒会長）。2001年、東京大学工学部機械情報工学科卒業。2003年、東京大学大学院学際情報学府修士課程修了。東京大学での研究テーマは「Web空間のパーソナライゼーション」。
東京大学で猪子寿之と電撃的な出会いをし、2001年4月に有限会社チームラボに入社。
2001年9月、ブランドデータバンク株式会社の取締役に就任。日本全国3万人のライフスタイルを徹底分析するデータサービス「ブランドデータバンク」のサービス立案を行う。
2002年8月、チームラボの株式会社への組織変更に伴って、チームラボ株式会社取締役に就任。結婚情報サイト「JOY JOY WEDDING」の戦略コンサルタントとして、WEB戦略を見直すことにより大幅な業績改善を行う。また、東京の口コミ型おでかけ情報サイト「Let’s Enjoy Tokyo」、中古車買取の株式会社ガリバーインターナショナルのポータルサイト「GAZZ!」、ヒューマンアカデミーのコミュニティサイト「コトパラ」など大規模ポータルの立ち上げに携わる。
2007年よりヒューマンアカデミー株式会社で「次世代Webセミナー」の講師を務める。